# سلیم املاح
سلیم املاح (انگلیسی: Selim Amallah؛ زادهٔ ۱۵ نوامبر ۱۹۹۶) بازیکن فوتبال اهل بلژیک است.
وی همچنین در تیم ملی فوتبال مراکش بازی کرده‌است.